# Los pimpollos
Los pimpollos es un programa de televisión infantil peruano emitido por el canal TV Perú.

## Sinopsis
La trama de Los pimpollos comienza con Gaudencio, un inventor ingenioso, quien desarrolla una máquina capaz de dar vida a muñecos de peluche. Gracias a esta creación, Gaudencio da vida a tres pequeños a los que adopta como sus hijos: Roque, Solymar y Pimpollo. Este último destaca por ser un niño especial. La historia también incluye a la abuela Nicolasa, un personaje clave que desempeña un papel importante en los distintos episodios de la serie.

## Personajes
- Pimpollo: Un peluche de color turquesa de 4 años. Es el narrador principal del programa, de carácter curioso, alegre e imaginativo. Le gusta cantar su “música salvaje” y jugar con sus carritos y amigos imaginarios.[4] Aunque no se menciona explícitamente en la serie, el personaje es identificado como un niño con características especiales, lo que ha sido interpretado por el público como una representación inclusiva y significativa para familias con hijos con necesidades especiales.[1]Fue interpretado por Ángel Calvo Castiblanco.
- Solymar: Un peluche de color rosa de 6 años.[1]Es coqueta y juguetona, le gusta usar perfumes, pelucas y lápices labiales de mentira. Le gusta jugar a ser mayor.[4] Fue interpretada por Yohana Yara Céspedes.
- Roque: Un peluche de color naranja de 8 años.[1] Es activo, energético y le gustan los deportes como el boxeo y el karate, además de reparar cosas, al igual que su padre. Aunque a veces discute con sus hermanos, mantiene una relación afectuosa con ellos.[4] Fue interpretada por Diana Patiño Paúl.
- Gaudencio: Un inventor que es curioso, creativo y amoroso que construye una máquina capaz de dar vida a muñecos de peluche. Adopta a tres de ellos como sus hijos, y asume el rol de padre con dedicación.[5] En el programa, también es responsable de un taller donde repara objetos para clientes famosos, y acompaña a su familia en paseos educativos, como los viajes en el "tapete volador".[4]
- Nicolasa: Una abuela pícara e irreverente de personalidad criolla.[6]Dirige los segmentos de literatura clásica del programa, donde todos los miembros de la familia participan como actores.[4] Fue interpretado por Ángel Calvo Castiblanco.

## Desarrollo del programa
Fue planificado 9 años antes de su estreno como Nicolasa y sus amigos. Ángel Calvo, quien tuvo la iniciativa, lo presentó por primera vez a TV Perú, donde fue rechazado por considerarse una idea anticuada. Sin embargo, en 2009, bajo la dirección de Ricardo Ghibellini, el programa fue aprobado y comenzó su emisión.
Se emitieron por primera vez el 23 de noviembre de 2009. Ángel Calvo tuvo a su cargo la dirección artística, Willy Noriega, estuvo encargado de los libretos y los temas musicales, mientras que la producción estuvo a cargo de Jeannette Fernández.
Los colores de los peluches en Los Pimpollos eran amarillo, azul y rojo, en referencia a la bandera de Colombia. Posteriormente, fueron modificados a rosado, naranja y turquesa. Según el creador, Ángel Calvo, el cambio se realizó porque los colores originales no se apreciaban adecuadamente en televisión y para evitar cualquier asociación con tonalidades de piel o identidad racial.
El programa llegó a su fin con el cambio de administración en el canal. Tras una reducción salarial y desacuerdos contractuales, Calvo decidió retirarse llevándose consigo los muñecos. Según el contrato original, el canal solo podía realizar una transmisión y una repetición del programa, lo que ha limitado su retransmisión en la actualidad.

## Recepción
Durante la espera del mensaje presidencial de Ollanta Humala en 2012, transmitido por la señal de TV Perú, el programa se convirtió inesperadamente en una tendencia en Twitter. La alta sintonía del canal estatal y la actividad en redes sociales llevaron a que las constantes menciones al programa, emitido mientras se aguardaba al mandatario, lo posicionaran primero como tendencia en Lima y luego a nivel nacional. La cuenta oficial de TV Perú en Twitter agradeció a los usuarios por hacer del programa un "trending topic", destacando la repercusión inesperada del fenómeno.